# Kollund Østerskov
Kollund Østerskov is een kleine plaats in de Deense regio Zuid-Denemarken, gemeente Aabenraa, met 288 inwoners (2007). Het ligt iets ten oosten van Kollund, aan de noordkust van de Flensburger Fjord.